# Kylian Mbappé
Kylian Mbappé Lottin, född 20 december 1998 i Paris, är en fransk fotbollsspelare som spelar för Real Madrid i La Liga från säsongen 2024/25, och i Frankrikes landslag. Mbappé anses allmänt vara en av världens bästa fotbollsspelare.
Mbappé började sin seniorkarriär hos Ligue 1-klubben AS Monaco och gjorde sin professionella debut 2015, vid 16 års ålder. I Monaco vann han en Ligue 1-titel med klubben, Ligue 1 Young Player of the Year och Golden Boy-utmärkelsen. År 2017 skrev han på ett låneavtal med ligarivalen Paris Saint-Germain, som sedan gjordes permanent 2018 i en övergång på 180 miljoner euro (ca 1,8 miljarder kronor), vilket gjorde honom både till den näst dyraste spelaren och den dyraste tonåringen någonsin. I PSG har Mbappé vunnit tre Ligue 1-titlar, två Coupe de France-titlar, utsetts till Ligue 1 Player of the Year och slutat som Ligue 1 skyttekung två gånger. Han ligger även på en tredje plats i flest mål i PSG:s historia.
På internationell nivå gjorde Mbappé sin seniordebut för Frankrike 2017, vid 18 års ålder. Vid VM 2018 blev Mbappé den yngsta franska spelaren som har gjort mål i ett VM-sammanhang och blev den andra tonåringen, efter Pelé, som har gjort ett mål i en VM-final. Han slutade som den näst bäste målskytten när Frankrike vann turneringen och han fick utmärkelserna "Best Young Player" och "French Player of the Year". Mbappé (2018, 2022) och Brasiliens Vava (1958,1962) är de enda spelare som gjort mål i två raka VM-finaler. I en av dem två finalerna vände han finalen i andra halvlek nästan själv men förlorade sedan på straffar när Molina slog in den vinnande straffen för Argentina.

## Uppväxt
Mbappé föddes i Frankrikes huvudstad Paris och växte upp i Bondy, Seine-Saint-Denis, en liten kommun cirka 11 kilometer från centrala Paris. Hans far, Wilfried, kommer från Kamerun och är Mbappés agent och fotbollstränare i lägre divisioner. Hans mor, Fayza Lamari, är av algeriskt ursprung och har tidigare spelat handboll. Mbappé är det förstfödda barnet. Han har även en yngre bror, Ethan, som spelade för PSG:s U12-lag 2018. Mbappés adoptivbror, Jirès Kembo Ekoko, var också professionell fotbollsspelare som sist (2019) spelade för Bursaspor i Turkiet.
När Mbappé växte upp var hans största idoler Ronaldo Luís Nazário de Lima, Zidane och Cristiano Ronaldo, som han försökte att efterlikna i sitt spel. Som barn var Mbappé så upptagen av fotboll att han sov med sin fotboll som kudde. Hans far har även berättat att han kunde sitta och kolla fyra till fem fotbollsmatcher i rad.
Mbappé gick på konservatoriets musikskola, där han var klasskamrat med William Saliba, när han var 6 till 11 år gammal. På skolan lärde han sig att läsa musik och studerade flöjt. Mbappés näst viktigaste hobby, efter fotbollen, var sång. När han blev äldre sa han nej till att börja på skolan på heltid. Senare började han ta fotbollskurser, som han ägnade sig åt under större delen av sin tid. Hans far ordnade dock privata studier som han kunde genomföra hemifrån.

## Klubblagskarriär

### Tidig karriär
Mbappé började sin karriär hos AS Bondy, där han tränades av sin far, Wilfried. En annan av hans ungdomstränare vid AS Bondy, Antonio Riccardi, sade:
| ”                  | Första gången jag tränade honom var när han var sex år gammal. Du kunde se att han var annorlunda. Kylian kunde göra mycket mer än de andra barnen. Hans dribblingar var redan fantastiska och han var mycket snabbare än de andra. Han var den bästa spelaren jag någonsin sett sedan jag började min 15 år långa tränarkarriär. I Paris finns det många talanger men jag hade aldrig sett en talang som han. Han var vad vi kallar en "crack" (det bästa). | „ |
| – Antonio Riccardi | |   |

Så småningom flyttade han till Clairefontaine-akademin och presterade så att många franska klubbar och utländska klubbar som AS Monaco, Real Madrid, Chelsea, Liverpool, Manchester City och Bayern München, försökte värva honom. Vid 11 års ålder bjöd Real Madrid in Mbappé till att träna med lagets U12-lag och besöka klubbens anläggningar. Vid 14 års ålder reste han till London efter att fått en inbjudan från Chelsea. Han spelade till och med en match för deras ungdomslag mot Charlton Athletic. Han bestämde sig slutligen för Monaco, och bosatte sig i furstendömet.

### AS Monaco
Mbappé debuterade för AS Monaco i Ligue 1 den 2 december 2015 i en 1–1-match mot Caen, där han byttes in i den 88:e minuten mot Fábio Coentrão. Mbappé slog då Thierry Henrys 21 år gamla rekord och blev då Monacos yngsta spelare genom tiderna vid en ålder av 16 år och 347 dagar.
Den 20 februari 2016 gjorde Mbappé sitt första mål för klubben i en 3–1-vinst över Troyes. Han blev då klubben yngsta målskytt vid en ålder av 17 år och 62 dagar och slog återigen ett av Thierry Henrys gamla klubbrekord. Den 6 mars 2016 skrev Mbappé på sitt första proffskontrakt; ett treårskontrakt med AS Monaco fram till och med juni 2019.

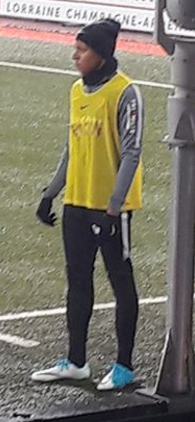
Mbappé värmer upp för AS Monaco, 2017

Mbappé gjorde sitt första hattrick den 14 december 2016 i 7–0-vinst mot Stade Rennais i Coupe de la Ligue-åttondelsfinalen på Stade Louis II, som först i Monaco sedan Sonny Anderson 1997. Den 11 februari 2017 gjorde Mbappé sitt första Ligue 1-hattrick (som yngst sedan Jérémy Ménez 2005) i en 5–0-hemmaseger över Metz.
Den 21 februari 2017 blev Mbappé den näst yngsta franska målskytten i Uefa Champions Leagues historia, efter Karim Benzema. Två veckor senare var han den yngsta spelaren på 30 år att nå tio mål under en Ligue 1-säsong.
Den 15 mars 2017 gjorde han öppningsmålet för Monaco som kom att slå Manchester City med 3–1 (sammanlagt 6–6) i sextondelsfinalen av Champions League. Även i kvartsfinalsegern mot Borussia Dortmund skrevs Mbappé i målprotokollet. Monaco blev sedan utslagna av Juventus i semifinalen (4–1), där Mbappé gjorde Monacos enda mål. Mbappé avslutade säsongen 2016/17 med 26 mål på 44 matcher i alla turneringar när Monaco vann Ligue 1-titeln för första gången på 17 år.

### Paris Saint-Germain

#### Säsongen 2017/18: Världsrekord övergång och trippeln
Den 31 augusti 2017 publicerade Paris Saint-Germain att man skrivit på med Mbappé från Monaco, då endast på lån. Avgiften som krävdes för en efterföljande permanent övergång ryktades vara 145 miljoner euro (ca 1,4 miljarder kr) plus 35 miljoner euro i tillägg (ca 354 miljoner kr), vilket gjorde honom till den dyraste tonåringen någonsin, den dyraste övergången någonsin inom den franska ligan och potentiellt den näst dyraste spelaren någonsin, bakom lagkamraten Neymar. Han tilldelades tröjnummer 29 när han anlände till huvudstaden.
Han gjorde mål i sin debut för klubben den 8 september i en 5–1-seger vid Metz, där Benoît Assou-Ekotto fick utvisning för att ha fält honom. Fyra dagar senare gjorde Mbappé sitt första europeiska mål för PSG i en 5–0-Champions League-gruppspelsmatch mot Celtic på bortaplan. Han medverkade i PSG:s 3–0-seger över Bayern München i Champions League andra gruppspelsmatch då han var involverad i Edinson Cavani och Neymars mål. Den 6 december gjorde Mbappé sitt 10:e Champions League-mål i en 3–1-förlust mot Bayern München och blev i och med det den yngsta spelaren som nådde den milstolpen vid en ålder på 18 år och 11 månaders ålder. Efter att ha vunnit sin första ligatitel med klubben spelade han den 8 maj 2018 när PSG vann med 2–0 mot Les Herbiers VF för att därmed även säkra Coupe de France titeln 2017/18.

#### Säsongen 2018/19: Ligue 1 Årets spelare

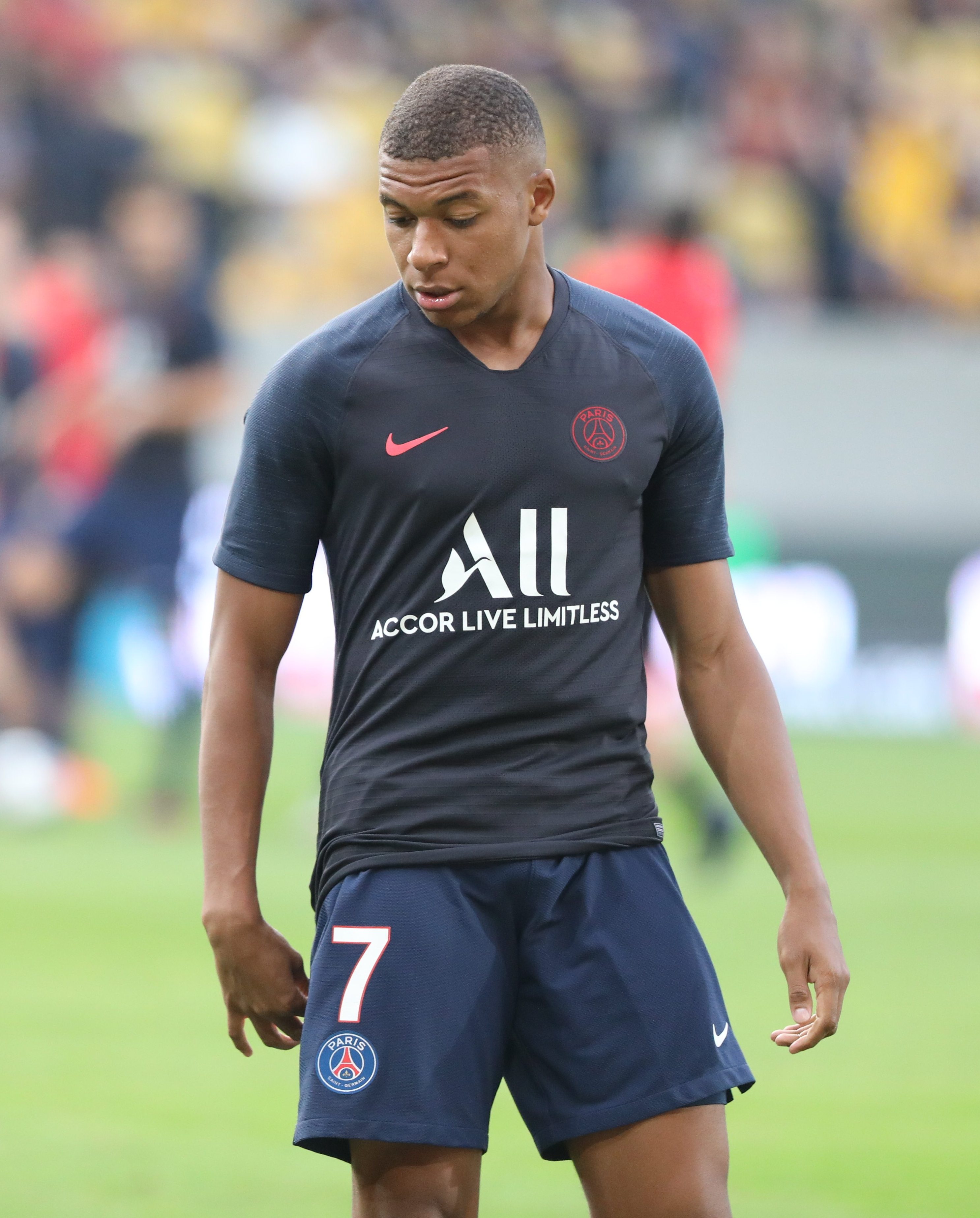
Mbappé med Paris Saint-Germain, 2019

I juli 2018 tog Mbappé tröjnummer 7 för den kommande säsongen med PSG då han tog över det från Lucas Moura som hade lämnat för Tottenham Hotspur. Mbappé sa:
| ”               | Jag fortsätter att försöka gå framåt på planen och jag tror att det var rätt tid för mig att byta nummer. Det är något av en bekräftelse. Tröjan nummer 7 är ett legendarisk nummer och många stora stjänor har använt den. Jag hoppas att jag kommer att kunna göra detta nummer hederligt på planen | „ |
| – Kylian Mbappé | |   |

I sitt första framträdande för säsongen gjorde Mbappé två mål under de 10 första matchminuterna när PSG vann med 3–1 mot Guingamp i Ligue 1. I följande ligamatch gjorde trion som bestod av Mbappé, Cavani och Neymar alla tre målen när man vann med 3–1 mot Angers hemma, med Mbappé - som startade sin första match för säsongen - gjorde mål från volley och assisterade Neymars mål. Den 1 september gjorde han mål och assist när man besegrade Nîmes med 4–2, samtidigt som han utvisades för första gången i sin karriär med ett direkt rött kort, efter att ha kommit sent in i en duell bakifrån mot Téji Savanier, vilket dem då kom i ordval med varandra och Savanier blev också avvisad. Mbappé sa till en reporter efter matchen angående utvisningen: "Om jag hade chansen att göra det igen, skulle jag göra samma sak. Jag ber om ursäkt till supportrarna och alla, men jag kan inte tolerera den här typen av saker. " Den 8 oktober gjorde Mbappé fyra mål på bara 13 minuter i en 5–0-hemmaseger över Lyon och blev den yngsta spelaren (19 år och 9 månader) som gjorde fyra mål i en och samma Ligue 1-match under den senaste 45 säsonger. Den 3 december blev Mbappé den första vinnaren av Kopa Trophy, som tilldelas av France Football till den bästa spelaren i världen under 21 år.
Den 19 januari 2019 var Mbappé en av två spelare (den andra var Cavani) som gjorde ett hattrick i en 9–0-seger mot Guingamp. Den 12 februari gjorde han ett mål i en 2–0-seger mot Manchester United på Old Trafford i Champions League-åttondelsfinalen. Den 2 mars gjorde han alla målen i en 2–1-bortaseger över Caen för att därmed nå sitt 50:e mål i klubben. Den 21 april gjorde han ett hattrick i en 3–1-seger mot Monaco, vilket även blev hans första mål mot sin tidigare klubb. PSG avslutade säsongen som Ligue 1-mästare, med Mbappé som vann Årets Spelare, samtidigt som han avslutade säsongen som den bästa målskytten med 33 mål.

#### Säsongen 2019/20: Skyttekung ännu en gång

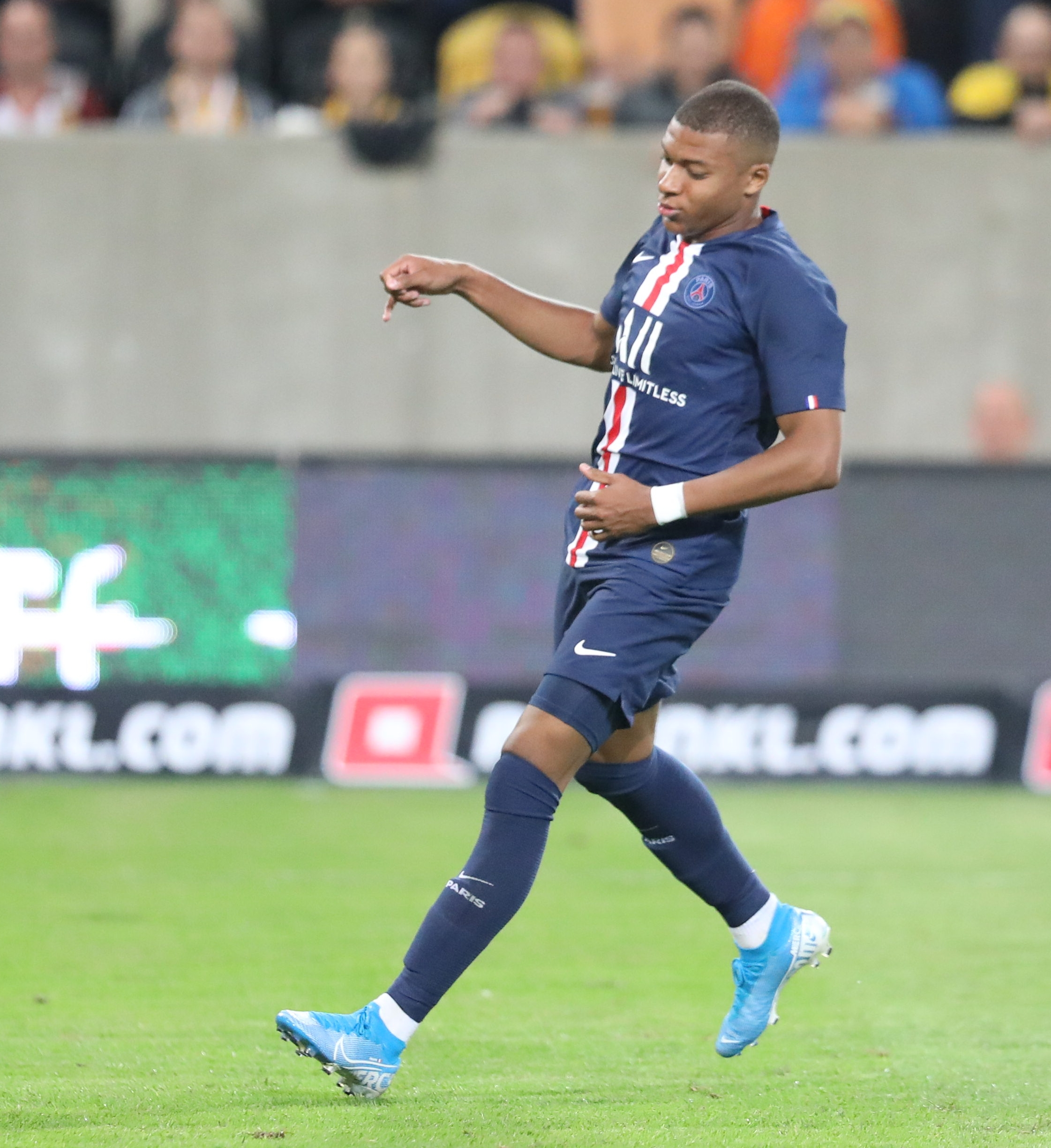
Mbappé spelar mot Dynamo Dresden, juli 2019

Den 3 augusti gjorde Mbappé mål i en 2–1-seger mot Rennes för att kamma hem säsongens första titel, Trophée des Champions 2019. Han gjorde sedan mål igen i PSG:s inledande Ligue 1-match för säsongen, då i en 3–0-hemmaseger mot Nîmes den 11 augusti. Den 22 oktober kom han från bänken och gjorde sedan ett tvättäkta hattrick i en 5–0-seger mot den belgiska klubben Club Brugge i Champions League; vid en ålder på 20 år och 306 dagar blev han den yngsta spelaren någonsin som gjorde minst 15 mål i tävlingen.
Den 1 maj 2020 utsågs PSG till Ligue 1-mästare efter att säsongen avbröts mitt i på grund av COVID-19-pandemin. Vid tidpunkten var PSG på första plats med tolv poängs ledning över Marseille som var på en andraplats. Mbappé avslutade säsongen 2019/2020 som gemensam skytteligaledare i Ligue 1 med 18 mål tillsammans med Monacos Wissam Ben Yedder. Hur som helst, Mbappé tilldelades ändå titeln som skyttekung på grund av sina överlägsna mål per minut. Den 24 juli, i Coupe de France-finalen 2020 mot Saint-Étienne, tvingades Mbappé bryta matchen efter att ha drabbats av en skada efter en duell med Loïc Perrin, som sedan utvisades. PSG vann matchen med 1–0. Även om Mbappé uteslöts från Coupe de la Ligue-finalen 2020 på grund av skadan fortsatte PSG att vinna och fullbordade den inhemsk trippeln. Han återvände till matchtruppen inför Champions League-kvartsfinalen mot Atalanta den 12 augusti, då kom han in som ersättare och assisterade Eric Maxim Choupo-Moting matchvinnandemål på övertid. Paris Saint-Germain tog sig ända till Champions League-finalen där man dock förlorade med 1–0 mot Bayern München.

#### Säsongen 2020/21: Tredjegången skyttekung
Mbappé missade de första tre matcherna för säsongen efter att blivit smittad av coronaviruset, då han hade spelat med det franska landslaget. Han återvände till matchtruppen den 20 september 2020 i en 3–0-seger mot Nice och gjorde där också ett av målen på straff. Den 28 oktober stod Mbappé för två assist, båda till Moise Kean, i en 2–0 Champions League-gruppspelseger mot İstanbul Başakşehir. I och med det blev han den spelare som gjort flest assist i tävlingen sedan säsongen 2017/18, då han noterade för fjorton assist under de fyra senaste säsongerna. I en Ligue 1-match mot Montpellier den 5 december gjorde Mbappé sitt 100:e mål för PSG och skrev in sig som en av de fem som uppnått detta för klubben. I hans slutliga Champions League-gruppmatch gjorde Mbappé de två första mål mot Başakşehir ännu en gång, då PSG vann med 5–1 och kvalificerade sig till slutspelet. Han blev också den yngsta spelaren i Champions League-historien som nådde tjugo mål (även om detta rekord sedan skulle överträffas senare under samma säsong av Erling Haaland).
Den 16 februari 2021 blev Mbappé bara den tredje spelaren, efter Faustino Asprilla och Andriy Shevchenko, som lyckades göra ett Champions League-hattrick mot Barcelona, vilket gjorde att PSG vann med 4–1-åttondelsfinalen på Camp Nou. Mbappés hattrick ledde också till att han passerade Pauletas totalt 109 mål för att bli PSG:s tredje högsta målskytt, där endast Cavani (200 mål) och Zlatan Ibrahimović (156 mål) låg före honom. Den 27 februari gjorde Mbappé två mål i en 4–0-seger mot Dijon. I andra omgången mot Barcelona den 10 mars, gjorde Mbappé mål från straffpunkten i en match som slutade 1-1 på Parc de Princes, resultat innebar att PSG avancerade till kvartsfinal. Mbappés straff var hans 25:e Champions League-mål och överträffade motståndaren Lionel Messi som den yngsta spelaren som nådde denna milstolpe, 22 år och 80 dagar. Genom sitt hattrick i den första matchen mot Barcelona blev Mbappé dessutom den första spelaren som gjorde fyra mål mot den spanska klubben i en enda Champions League-säsong.
I första matchen i kvartsfinalen i Champions League mot Bayern München den 7 april gjorde Mbappé två mål och hjälpte sitt lag till en 3–2-seger på Allianz Arena. Segern var klubbens första i München sedan 1994. PSG gick senare vidare till semifinal för att så småningom bli utslagna av Manchester City, där han missade den andra matchen på grund av en vadskada. Den 17 maj gjorde Mbappé sitt 40:e mål för säsongen i en ligaseger med 4–0 över Reims, vilket gjorde det till hans mest produktiva säsong hittills och slog fyrtiomålsstrecket för första gången i karriären. Tre dagar senare gjorde Mbappé mål och assist i Coupe de France-finalen mot sin tidigare klubb Monaco när PSG vann med 2–0 för att ta sin första stora titel för säsongen. Han avslutade Ligue 1-säsongen med 27 mål, men PSG missade att vinna ligatiteln - det var första gången i Mbappés karriär där han inte vann Ligue 1 efter fyra raka vinster, detta då Lille vann ligan för första gången på tio år. Mbappé avslutade säsongen med Ligue 1 Player of the Year Award och var med i Ligue 1 Team of The Season.

#### Säsongen 2021/22: Årets spelare och kontraktsförlängning

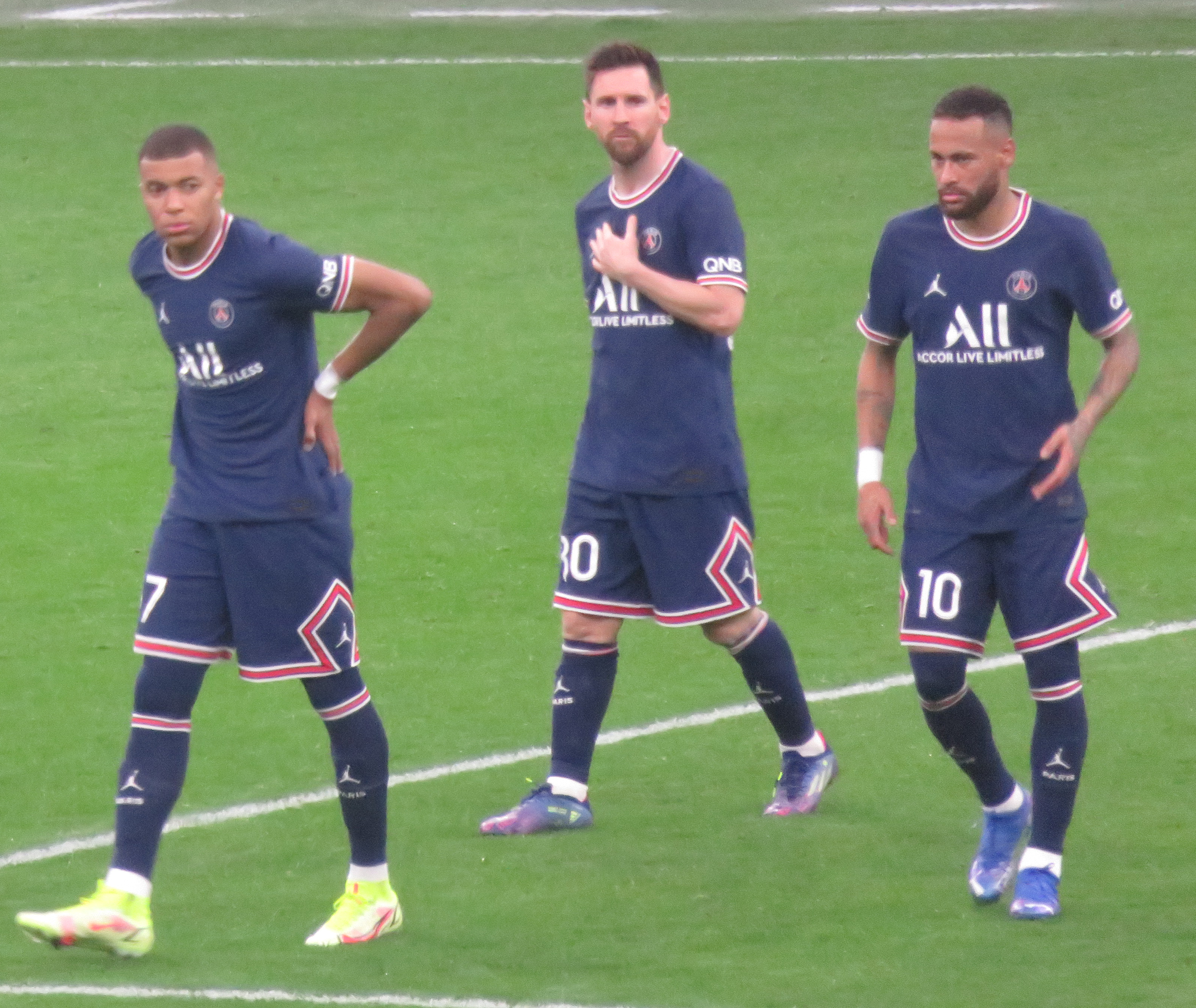
Mbappé med Messi och Neymar, 2021

Den 14 augusti 2021, innan Paris Saint-Germains första hemmamatch för säsongen mot Strasbourg, blev Mbappé utbuad av PSG-fansen på Parc des Princes för rykten om att han ville skriva på för den spanska klubben Real Madrid. Matchen slutade med en 4–2-seger för parisarna, där Mbappé var delaktig i tre av lagets mål. Han gjorde sitt första mål för säsongen i en 4–2-seger mot Brest sex dagar senare. Följande match mot Reims den 29 augusti, där Lionel Messi gjorde sin debut för PSG, slutade med en 2–0-seger tack vare två mål Mbappé. Den 12 december 2021 gjorde Mbappé två mål mot Monaco i Ligue 1 för att nå ett sekel av ligamål för PSG. Med en ålder på 22 år och 357 dagar gammal blev han den yngsta spelaren att göra 100 mål för ett enda lag i den franska toppligan sedan Opta började registrera data säsongen 1950/51. Den 3 januari 2022 gjorde han ett hattrick mot Vannes i Coupe de France, vilket blev hans första mål för året 2022.

### Real Madrid
Den 3 juni 2024 meddelade Real Madrid att de värvar Mbappé på en fri transfer från och med säsongen 2024/25, efter att han inte velat förlänga med Paris Saint-Germain.

## Landslagskarriär
Mbappé gjorde sin internationella debut för Frankrike i seniorsammanhang mars 2017, efter att han tidigare representerat landet i U17 och U19.
Mbappé deltog i VM 2018 som ordinarie i startelvan. Han gjorde ett mål mot Peru i gruppspelet och blev därmed vid 19 års ålder den yngsta franska målskytten i ett VM. I åttondelsfinalen mot Argentina gjorde han två av landslagets fyra mål och blev utsedd till matchens bäste spelare. Mbappé blev i och med detta historisk som ensam tillsammans med Pelé om att göra +2 mål i en och samma VM-match som tonåring. I finalen, som Frankrike vann mot Kroatien med 4–2, gjorde han ett mål och blev även där ensam tillsammans med Pelé om att som tonåring göra mål i en VM-final. Mbappe fick sedan priset som VM:s främste unga spelare.
I november 2022 blev Mbappé uttagen till Frankrikes trupp till VM 2022. Frankrike tog silver i mästerskapet, och Mbappé blev turneringens skyttekung med åtta mål. Dessa inkluderade ett hattrick i VM-finalen, det första sedan Geoff Hurst gjort tre mål mot Västtyskland 1966.

## Spelstil, utveckling och jämförelser
Mbappé har beskrivits av Arsène Wenger som en "enorm fotbollstalang" som har "likheter med Thierry Henry". Hans talang och tidiga presentation för Frankrike vid VM 2018 ledde också till att han jämfördes med Pelé i media. Mbappé är en mångsidig forward men spelar ofta på kanten. Tack vare att han är duktig med båda fötterna kan han spela på både höger- och vänsterkanten. Han kan också spela i mitten som en renodlad anfallare på grund av sitt lugn, kliniska avslut och ett öga för att göra mål. Mbappé är en mycket skicklig spelare, han är också känd för sin utmärkta dribblingsförmåga, liksom sin explosiva acceleration, smidighet, snabba fötter och kreativitet när han innehar bollen, vilket framgår av hans användning av utarbetade finter.
Förutom sina tekniska färdigheter är Mbappé också högt uppskattad för sin enastående takt och nära bollkontroll när han dribblar i fart, såväl som sin utmärkta rörelse, taktiska intelligens och förmåga att slå försvarslinjen genom att göra attackerande löpningar in i ytor både med och utan bollen. Hans förmåga att tajma sina löpningar gör det möjligt för honom att ligga ett steg före motståndarnas försvarare och också göra honom till ett farligt offensivt hot mot kontringar. I april 2017 sa den tidigare franska internationella spelaren Nicolas Anelka att Mbappés förmåga att springa förbi försvaret påminde honom om Ronaldo från OS 1996 och att Mbappé hade egenskaper som en spelare i världsklass. Mbappé utnämndes till den snabbaste spelaren i världen i en ranking av den franska tidningen Le Figaro. Med en uppmätt topphastighet på 39 km/h gör att han är snabbare än det svenska rekordet i 60 meter häcklöpning.
När Stefan de Vrij, som var mittback för Inter och Nederländerna, fick frågan om vem som var den tuffaste spelaren han någonsin möt, tvekade inte de Vrij när han sa Mbappé och Cristiano Ronaldo. År 2018 ansågs Mbappé vara världens dyraste fotbollsspelare enligt CIES.

## Utanför fotbollen

### Privatliv
I en intervju med Time 2018 talade Mbappé om de uppoffringar han gjorde som tonåring för att fokusera på sin fotbollsutveckling: "Jag hade inte stunderna med så kallade normala människor under tonåren, som att gå ut med vänner, njuta av goda stunder." Men trots att han missat ett "normalt" liv, säger Mbappé att han "lever det liv han alltid drömt om". Drygt fyra år efter att ha gjort sin professionella debut har han över 110 miljoner Instagram-följare.

### Media och sponsring
Mbappé har ett sponsringsavtal med sportklädes- och utrustningsleverantören Nike. 2017 såg Nike hans fantastiska talang och lanserade sina egna personliga fotbollsskor vid 18 års ålder. Kallad Kylian Mbappé Nike Hypervenom 3. 2018 presenterade han Nike Mercurial Superfly VI-skorna som var inspirerade av R9 Mercurial-skorna från den tidigare brasilianske anfallaren Ronaldo. 2018 skrev den schweiziska urmakaren Hublot på Mbappé som en global ambassadör.
Mbappé är med i EA Sports FIFA-videospelserie: på FIFA 18 hade han det högsta potentiella betyget 94. Hans målgest – att posera med armarna i kors och händerna instoppade under armhålorna – var inspirerad av hans yngre bror Ethan som firade på detta sätt när han vann över Kylian i FIFA. Firandet visas i FIFA 19. Mbappé är omslagsstjärnan för FIFA 21, vilket gör honom till den yngsta som medverkat på omslagets. Han var med på FIFA 22-omslaget för andra året i rad, vilket gör honom till en av de sällsynta spelarna som uppnår FIFAs-omslag två gånger i rad.

## Statistik

### Klubblagsstatistik
| Klubb                     | Säsong                                                 | Inhemsk liga      | Inhemsk liga | Inhemsk liga | Nat. täv. | Nat. täv. | Internat. täv. | Internat. täv. | Totalt | Totalt |
| Klubb                     | Säsong                                                 | Serie             | SM           | Mål          | SM        | Mål       | SM             | Mål            | SM     | Mål    |
| ------------------------- | ------------------------------------------------------ | ----------------- | ------------ | ------------ | --------- | --------- | -------------- | -------------- | ------ | ------ |
| AS Monaco B               | 2015/16                                                | CFA               | 10           | 2            | 0         | 0         | 0              | 0              | 10     | 2      |
| AS Monaco B               | 2016/17                                                | CFA               | 2            | 2            | 0         | 0         | 0              | 0              | 2      | 2      |
| AS Monaco B               | Totalt i klubblag                                      | Totalt i klubblag | 12           | 4            | 0         | 0         | 0              | 0              | 12     | 4      |
| AS Monaco                 | 2015/16                                                | Ligue 1           | 11           | 1            | 2         | 0         | 1              | 0              | 14     | 1      |
| AS Monaco                 | 2016/17                                                | Ligue 1           | 29           | 15           | 6         | 5         | 9              | 6              | 44     | 26     |
| AS Monaco                 | 2017/18                                                | Ligue 1           | 1            | 0            | 1         | 0         | 0              | 0              | 2      | 0      |
| AS Monaco                 | Totalt i klubblag                                      | Totalt i klubblag | 41           | 16           | 9         | 5         | 10             | 6              | 60     | 27     |
| Paris Saint-Germain (lån) | 2017/18                                                | Ligue 1           | 27           | 13           | 9         | 4         | 8              | 4              | 44     | 21     |
| Paris Saint-Germain (lån) | Totalt i klubblag                                      | Totalt i klubblag | 27           | 13           | 9         | 4         | 8              | 4              | 44     | 21     |
| Paris Saint-Germain       | 2018/19                                                | Ligue 1           | 29           | 33           | 6         | 2         | 8              | 4              | 43     | 39     |
| Paris Saint-Germain       | 2019/20                                                | Ligue 1           | 20           | 18           | 7         | 7         | 10             | 5              | 37     | 30     |
| Paris Saint-Germain       | 2020/21                                                | Ligue 1           | 28           | 23           | 4         | 4         | 9              | 8              | 41     | 35     |
| Paris Saint-Germain       | Totalt i klubblag                                      | Totalt i klubblag | 77           | 74           | 17        | 13        | 27             | 17             | 121    | 104    |
| Paris Saint-Germain       | Antal matcher och mål är korrekt per den 19 april 2021 |                   |              |              |           |           |                |                |        |        |

### Landslagsstatistik
| Frankrikes landslag |         |     |
| År                  | Matcher | Mål |
| 2017                | 10      | 1   |
| 2018                | 18      | 9   |
| 2019                | 6       | 3   |
| 2020                | 5       | 3   |
| 2021                | 9       | 1   |
| Totalt              | 47      | 17  |

| Nr | Datum            | Plats                                                | Motståndare   | Mål | Resultat | Tävlingsform                            | Ref.    |
| -- | ---------------- | ---------------------------------------------------- | ------------- | --- | -------- | --------------------------------------- | ------- |
| 1  | 31 augusti 2017  | Stade de France, Saint-Denis, Frankrike              | Nederländerna | 4–0 | 4–0      | Kvalspelet till världsmästerskapet 2018 | [ 103 ] |
| 2  | 27 mars 2018     | Krestovsky Stadium, Saint Petersburg, Ryssland       | Ryssland      | 1–0 | 3–1      | Vänskapsmatch                           | [ 104 ] |
| 3  | 27 mars 2018     | Krestovsky Stadium, Saint Petersburg, Ryssland       | Ryssland      | 3–1 | 3–1      | Vänskapsmatch                           | [ 104 ] |
| 4  | 9 juni 2018      | Parc Olympique Lyonnais, Décines-Charpieu, Frankrike | USA           | 1–1 | 1–1      | Vänskapsmatch                           | [ 105 ] |
| 5  | 21 juni 2018     | Ekaterinburg Arena, Yekaterinburg, Ryssland          | Peru          | 1–0 | 1–0      | Världsmästerskapet 2018                 | [ 106 ] |
| 6  | 30 juni 2018     | Kazan Arena, Kazan, Ryssland                         | Argentina     | 3–2 | 4–3      | Världsmästerskapet 2018                 | [ 107 ] |
| 7  | 30 juni 2018     | Kazan Arena, Kazan, Ryssland                         | Argentina     | 4–2 | 4–3      | Världsmästerskapet 2018                 | [ 107 ] |
| 8  | 15 juli 2018     | Luzhniki Stadium, Moskva, Ryssland                   | Kroatien      | 4–1 | 4–2      | Finalen av ärldsmästerskapet 2018       | [ 108 ] |
| 9  | 9 september 2018 | Stade de France, Saint-Denis, Frankrike              | Nederländerna | 1–0 | 2–1      | Uefa Nations League A 2018/2019         | [ 109 ] |
| 10 | 11 oktober 2018  | Stade de Roudourou, Guingamp, Frankrike              | Island        | 2–2 | 2–2      | Vänskapsmatch                           | [ 110 ] |
| 11 | 22 mars 2019     | Zimbru Stadium, Chișinău, Moldavien                  | Moldavien     | 4–0 | 4–1      | Kvalspelet till Europamästerskapet 2020 | [ 111 ] |
| 12 | 25 mars 2019     | Stade de France, Saint-Denis, Frankrike              | Island        | 3–0 | 4–0      | Kvalspelet till Europamästerskapet 2020 | [ 112 ] |
| 13 | 11 juni 2019     | Estadi Nacional, Andorra la Vella, Andorra           | Andorra       | 1–0 | 4–0      | Kvalspelet till Europamästerskapet 2020 | [ 113 ] |
| 14 | 5 september 2020 | Friends Arena, Solna, Sverige                        | Sverige       | 1–0 | 1–0      | Uefa Nations League A 2020/2021         | [ 114 ] |
| 15 | 7 oktober 2020   | Stade de France, Saint-Denis, Frankrike              | Ukraina       | 6–1 | 7–1      | Vänskapsmatch                           | [ 115 ] |
| 16 | 14 oktober 2020  | Stadion Maksimir, Zagreb, Kroatien                   | Kroatien      | 2–1 | 2–1      | Uefa Nations League A 2020/2021         | [ 116 ] |
| 17 | 2 juni 2021      | Allianz Riviera, Nice, Frankrike                     | Wales         | 1–0 | 3–0      | Vänskapsmatch                           | [ 116 ] |

## Meriter

### Klubblag
Monaco
- Ligue 1: 2016/17
- Coupe de la Ligue: Finalister: 2016/17

Paris Saint-Germain
- Ligue 1: 2017/18, 2018/19, 2019/20, 2021/22, 2022/23, 2023/24
- Coupe de France: 2017/18, 2019/20; Finalister: 2018/19
- Coupe de la Ligue: 2017/18, 2019/20
- Trophée des Champions: 2019, 2020
- UEFA Champions League: Finalister: 2019/20

### Real Madrid
- UEFA Super Cup: 2024
- Interkontinentala cupen: 2024

### Internationellt
Frankrike U19
- U19-Europamästerskapet: 2016

Frankrike
- Världsmästerskapet: 2018

- Uefa Nations League: 2020/21

### Individuellt
- UEFA European Under-19 Championship Team of the Tournament: 2016
- UNFP Ligue 1 Player of the Year: 2018/19
- UNFP Ligue 1 Young Player of the Year: 2016/17, 2017/18, 2018/19
- UNFP Ligue 1 Team of the Year: 2016/17, 2017/18, 2018/19
- UNFP Ligue 1 Player of the Month: April 2017, Mars 2018, August 2018, Februari 2019, Februari 2021
- UEFA Champions League Squad of the Season: 2016/17, 2019/20
- FIFA FIFPro World11: 2018, 2019
- FIFA FIFPro World11 tredje lag: 2017
- FIFA FIFPro World11 nominee: 2020 (femte forward)
- Golden Boy: 2017
- Ballon d'Or: 2017 (sjunde plats), 2018 (fjärde plats), 2019 (sjätte plats)
- The Best FIFA Men's Player: 2018 (fjärde plats), 2019 (sjätte plats)
- UEFA Men's Player of the Year Award: 2017 (åttonde plats), 2018 (sjätte plats), 2020 (sjunde plats)
- FIFA World Cup Best Young Player Award: 2018
- FIFA World Cup Dream Team: 2018
- Kopa Trophy: 2018
- IFFHS Men's World Team: 2018
- French Player of the Year: 2018, 2019
- UEFA Team of the Year: 2018
- Ligue 1 Top Goalscorer: 2018/19, 2019/20
- Onze de Bronze: 2019